# Зверниха (Костромская область)
Зверниха — деревня в Островском районе Костромской области. Входит в состав Островского сельского поселения.

## География
Деревня расположена в южной части области на расстоянии примерно в 14 километрах по прямой к юго-востоку от районного центра посёлка Островское.
Часовой пояс
Деревня Зверниха как и вся Костромская область, находится в часовой зоне МСК (московское время). Смещение применяемого времени относительно UTC составляет +3:00.

## Население
| 2008 | 2010 | 2014 |
| ---- | ---- | ---- |
| 1    | ↘0   | ↗1   |

Национальный состав
Согласно результатам переписи 2002 года, в национальной структуре населения русские составляли 100 % из 5 человек.